# Atletica leggera ai Giochi della XXIII Olimpiade - 100 metri piani maschili

Video della Finale

I 100 metri piani hanno fatto parte del programma maschile di atletica leggera ai Giochi della XXIII Olimpiade. La competizione si è svolta nei giorni 3-4 agosto 1984 al «Memorial Coliseum» di Los Angeles.

## Presenze ed assenze dei campioni in carica
| Competizione      | Atleta           | Prestazione | Los Angeles 1984 |
| ----------------- | ---------------- | ----------- | ---------------- |
| Olimpiadi 1980    | Allan Wells      | 10”25       | Presente         |
| Commonwealth 1982 | Allan Wells      | 10”02       | Presente         |
| Panamericani 1983 | Leandro Peñalver | 10”06       | Cuba assente     |
| Africani 1982     | Ernest Obeng     | 10”20       | Assente          |
| Mondiali 1983     | Carl Lewis       | 10”07       | Presente         |

1. ↑  Sotto la bandiera della Gran Bretagna.
2. ↑  Per il boicottaggio.

## Assenti a causa del boicottaggio
Nota: le prestazioni sono state ottenute nell'anno olimpico.
| Primo in Europa   | 10"00 | 9 giugno  | Marian Woronin  |
| Secondo in Europa | 10"11 | 30 aprile | Frank Emmelmann |

1. ↑  Emmelmann è anche campione europeo in carica con 10"21.

## La gara
Gli americani Lewis, Graddy e Brown, favoriti, avanzano spediti fino alle semifinali. Nella prima semifinale Graddy viene sorpreso dal giamaicano Stewart, che vince per un centesimo. Brown è quarto. Il campione in carica Allan Wells arriva ottavo e viene eliminato.
Nella seconda il dominio di Lewis sul canadese Ben Johnson (sì, proprio lui!) è netto: sono i 28 centesimi di distacco tra i due.

In finale Ben Johnson si fa tradire dal nervosismo e compie una falsa partenza. Al secondo start Carl Lewis disputa una gara perfetta: all'uscita dai blocchi è con gli altri, poi si distende in un potente allungo e taglia il traguardo con due decimi di vantaggio sul connazionale Graddy. Ben Johnson giunge terzo davanti all'americano Brown.
Quella sui 100 metri è la prima di una serie di quattro imprese che consegnano le Olimpiadi di Carl Lewis alla storia.

## Risultati

### Turni eliminatori
| 11 Batterie        | 3 agosto (10:05) | 82 partenti      | Si qualificano i primi 3 più i 7 migliori tempi. |
| 5 Quarti di finale | 3 agosto (12:40) | 8 + 8 + 8 + 8 +8 | Si qualificano i primi 3 + il miglior tempo.     |
| 2 Semifinali       | 4 agosto (16:35) | 8 + 8            | Si qualificano i primi 4.                        |
| Finale             | 4 agosto (19:10) | 8 concorrenti    |                                                  |

### Finale
| Posizione | Atleta         | Nazionalità | Tempo |
| --------- | -------------- | ----------- | ----- |
|           | Carl Lewis     | Stati Uniti | 9"99  |
|           | Sam Graddy     | Stati Uniti | 10"19 |
|           | Ben Johnson    | Canada      | 10"22 |
| 4         | Ron Brown      | Stati Uniti | 10"26 |
| 5         | Mike McFarlane | Regno Unito | 10"27 |
| 6         | Ray Stewart    | Giamaica    | 10"29 |
| 7         | Donovan Reid   | Regno Unito | 10"33 |
| 8         | Tony Sharpe    | Canada      | 10"35 |